# Marek Mintál
Marek Mintál (Zsolna, 1977. szeptember 2. –) szlovák válogatott  labdarúgó. A Bundesliga 2004–2005-ös idényének a gólkirálya 24 találattal.

## Sikerei, díjai
Žilina
- Szlovák bajnok (2): 2001–02, 2002–03

Nürnberg
- Német másodosztályú bajnok (1): 2003–04
- Német kupagyőztes (1): 2006–07

Egyéni
- A szlovák bajnokság gólkirálya (2): 2001–02 (21 gól), 2002–03 (20 gól)
- A német másodosztály gólkirálya (2): 2003–04 (18 gól), 2008–09 (16 gól)
- A német bajnokság gólkirálya (1): 2004–05 (24 gól)
- Az év szlovák labdarúgója (2): 2004, 2005